# Ochna
Genre
Classification phylogénétique
Ochna est un genre de plantes à fleurs de la famille des Ochnaceae. Ce sont des arbres et des arbustes originaires d'Afrique et d'Asie.

## Classification
Le genre a donné son nom à la famille des Ochnaceae.

## Espèces
Le genre Ochna compterait environ quatre-vingt espèces.
- Ochna afzelii
- Ochna andamanica
- Ochna angustata
- Ochna arborea arborea - Cape plane, plane ochna
- Ochna arborea oconnorii - Transvaal plane, coolbark ochna
- Ochna awrrulata
- Ochna barbosae - sand plane, sand ochna
- Ochna beddomei
- Ochna beirensis
- Ochna brevipes
- Ochna calodendron
- Ochna chilversii
- Ochna ciliata
- Ochna crocea
- Ochna fruticulosa
- Ochna gambleoides
- Ochna glauca - blue-leaved ochna
- Ochna grandis
- Ochna harmandii
- Ochna holstii - red ironwood, red ironwood ochna
- Ochna inermis - stunted plane, boat-fruited ochna
- Ochna integerrima
- Ochna lucida
- Ochna mauritiana
- Ochna mossambicensis
- Ochna multiflora
- Ochna natalitia - Natal plane, showy ochna
- Ochna obtusata
- Ochna parviflora
- Ochna pretoriensis - Magalies plane, Magalies ochna
- Ochna pruinosa
- Ochna pulchra - peeling plane, peeling ochna
- Ochna rufescens
- Ochna serrulata (syn. O. atropurpurea, O. multiflora) - carnival ochna
- Ochna schweinfurthiana
- Ochna thomasiana (syn. O. kirkii)
- Ochna wallichii
- Ochna wightiana